# ARV Almirante Brión
ARV Almirante Brión – wenezuelska fregata (początkowo klasyfikowana jako lekki niszczyciel) z okresu zimnej wojny, jedna z sześciu zbudowanych jednostek typu Almirante Clemente. Okręt został zwodowany 4 września 1955 roku w stoczni Ansaldo w Livorno, a w skład Marynarki Wojennej Wenezueli wszedł w 1957 roku. Jednostka, oznaczona znakiem burtowym D-23, została wycofana ze służby w 1978 roku.

## Projekt i budowa
Druga seria trzech fregat (początkowo klasyfikowanych jako lekkie niszczyciele) typu Almirante Clemente została zamówiona we Włoszech w 1954 roku . Do budowy jednostek dla oszczędności masowych zastosowano na szeroką skalę stopy aluminium, co jednak sprawiło wiele problemów podczas eksploatacji. Okręty miały klimatyzowane pomieszczenia załogi i stanowisko dowodzenia oraz wyposażono je w stabilizatory Denny-Brown .
ARV „Almirante Brión” zbudowany został w stoczni Ansaldo w Livorno . Stępkę okrętu położono 12 grudnia 1954 roku, został zwodowany 4 września 1955 roku, a ukończono go w 1957 roku.

## Dane taktyczno-techniczne
Długość całkowita fregaty wynosiła 99,1 metra, szerokość 10,8 metra i zanurzenie maksymalne 3,4 metra . Wyporność standardowa wynosiła 1300 ton, a pełna 1500 ton. Okręt napędzany był przez dwie turbiny parowe Ansaldo-Parsons o łącznej mocy 24 000 KM, do których parę dostarczały dwa kotły Ansaldo-Foster Wheeler . Dwuśrubowy układ napędowy pozwalał osiągnąć prędkość 34 węzłów . Okręt zabierał zapas 350 ton paliwa, co zapewniało zasięg wynoszący 3500 Mm przy prędkości 15 węzłów.
Uzbrojenie artyleryjskie jednostki składało się z dwóch podwójnych zestawów dział uniwersalnych kal. 102 mm Mark XIX L/45, kierowanych radarem . Silne było uzbrojenie przeciwlotnicze, na które składały się dwa podwójne zestawy działek Bofors kal. 40 mm Mark 1 L/60 oraz cztery podwójne zestawy działek automatycznych Oerlikon kal. 20 mm Mark 24 L/70 . Uzbrojenie uzupełniał potrójny aparat torpedowy kal. 533 mm . Broń ZOP stanowiły: dwa 24-pociskowe miotacze Hedgehog oraz cztery miotacze i dwie zrzutnie bomb głębinowych . Wyposażenie radioelektroniczne obejmowało radary SPS-6, SPS-10 i SPG-34 oraz sonar SQS-4 .
Załoga okrętu składała się z 12 oficerów oraz 150 podoficerów i marynarzy.

## Służba

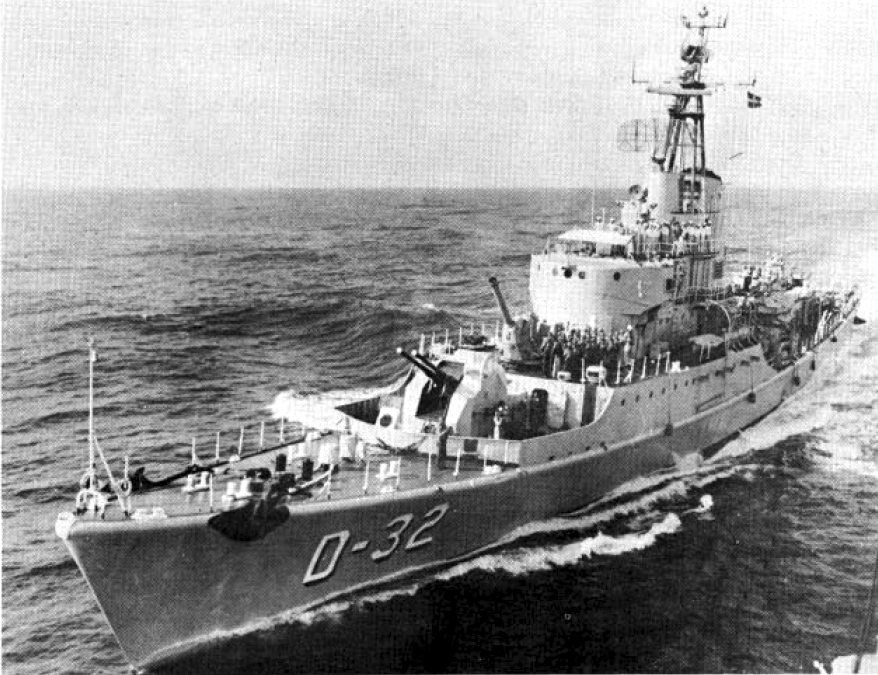
Bliźniacza fregata „General José de Austria” w 1963 r.

Okręt został przyjęty w skład Marynarki Wojennej Wenezueli w 1957 roku, otrzymując numer taktyczny D-23. W 1962 roku w macierzystej stoczni w Livorno dokonano modernizacji uzbrojenia jednostki: zdemontowano wszystkie działka kal. 40 mm i kal. 20 mm, instalując w zamian dwa podwójne zestawy działek kal. 40 mm Breda-Bofors L/70 i miotacz bomb głębinowych kal. 305 mm Menon . Jednostka została wycofana ze służby w 1978 roku.